# Stephen Hawkins
Stephen Mark Hawkins (Hobart, 14 de enero de 1971) es un deportista australiano que compitió en remo.
Participó en los Juegos Olímpicos de Barcelona 1992, obteniendo una medalla de oro en la prueba de doble scull. Ganó tres medallas en el Campeonato Mundial de Remo entre los años 1990 y 1993.
En 1993 fue condecorado con la Medalla de la Orden de Australia (OAM).

## Palmarés internacional
| Juegos Olímpicos   | Juegos Olímpicos         | Juegos Olímpicos  | Juegos Olímpicos        |
| Año                | Lugar                    | Medalla           | Prueba                  |
| ------------------ | ------------------------ | ----------------- | ----------------------- |
| 1992               | Barcelona (España)       | Medalla de oro    | Doble scull             |
| Campeonato Mundial |                          |                   |                         |
| Año                | Lugar                    | Medalla           | Prueba                  |
| 1990               | Tasmania (Australia)     | Medalla de bronce | Cuatro scull ligero     |
| 1991               | Viena (Austria)          | Medalla de oro    | Cuatro scull ligero     |
| 1993               | Račice (República Checa) | Medalla de plata  | Scull individual ligero |